# Liste der Stolpersteine in Bad Schwalbach
Die Liste der Stolpersteine in Bad Schwalbach enthält alle Stolpersteine, die im Rahmen des gleichnamigen Projekts von Gunter Demnig in Bad Schwalbach verlegt wurden. Mit ihnen soll an Opfer des Nationalsozialismus erinnert werden, die in Bad Schwalbach lebten und wirkten.

## Verlegte Stolpersteine
| Bild | Person, Inschrift                                                                          | Adresse            | Verlegedatum  | Weitere Informationen |
| --- | ------------------------------------------------------------------------------------------ | ------------------ | ------------- | --------------------- |
| Bild gesucht Die Wikipedia wünscht sich an dieser Stelle ein Bild vom Ort mit diesen Koordinaten 50.1401439 8.069509 . Motiv: Stolperstein Ludwig Katz Falls du dabei helfen möchtest, erklärt die Anleitung , wie das geht. BW         | Hier wohnte Ludwig Katz Jg. 1896 1938–1939 Buchenwald deportiert ermordet 1942 in Majdanek | Brunnenstraße 1 ·  | 23. Jan. 2009 |                       |
| Bild gesucht Die Wikipedia wünscht sich an dieser Stelle ein Bild vom Ort mit diesen Koordinaten 50.1386017 8.069386 . Motiv: Stolperstein Dr. Hugo Tannenbaum Falls du dabei helfen möchtest, erklärt die Anleitung , wie das geht. BW | Hier wohnte Dr. Hugo Tannenbaum Jg. 1898 Flucht 1935 lebte in USA                          | Brunnenstraße 37 · | 23. Jan. 2009 |                       |
| Stolperstein Manfred Ackermann | Hier wohnte Manfred Ackermann Jg. 1892 deportiert 1942 Tod in Theresienstadt               | Kirchstraße 4 ·    | 23. Jan. 2009 |                       |